# 笠松口駅
笠松口駅（かさまつぐちえき）は、現在の岐阜県羽島郡笠松町にあった、名古屋鉄道笠松線（現在の竹鼻線）の駅。笠松駅から新羽島駅方面に約250m行った郵便局（笠松春日局）前の道路と竹鼻線との踏切付近に存在した。現在も小規模なプラットホームの跡が残る。

## 歴史

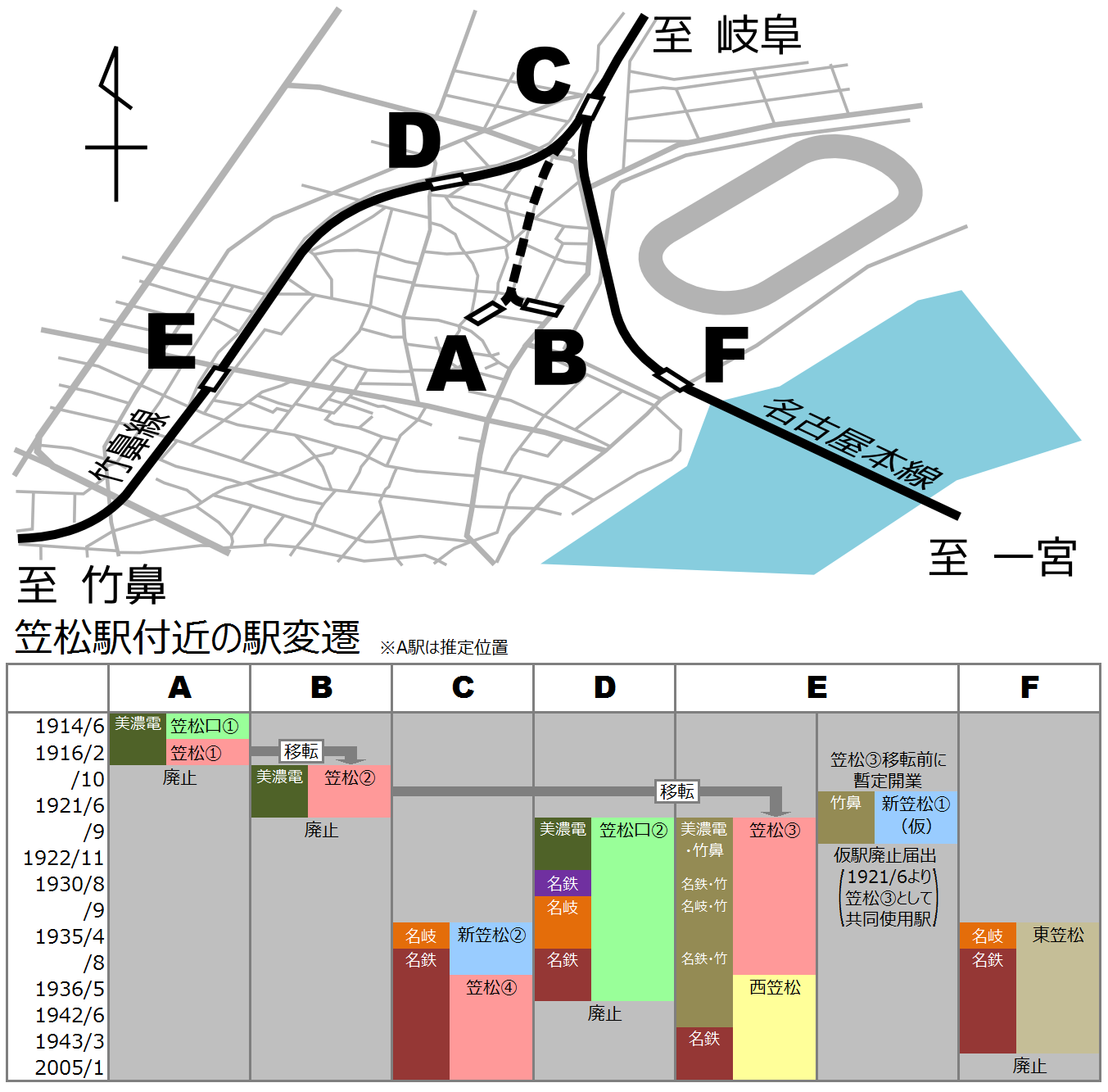
笠松付近の駅名変遷（当駅はD駅）

- 1920年（大正9年）10月25日 - 美濃電気軌道が笠松駅 （2代）および末端区間（新岐阜起点3マイル23チェーン以降）の移設、および新線途中区間（同3マイル36チェーン地点）へ笠松口駅（2代）の新設を申請（12月16日認可）[1]。
- 1921年（大正10年）9月21日 - 笠松口駅 （2代）開業（図中D駅）[2]。
- 1930年（昭和5年）
  - 8月20日 - 美濃電気鉄道が（旧）名古屋鉄道と合併。
  - 9月5日 - （旧）名古屋鉄道が名岐鉄道に改称。
- 1935年（昭和10年）8月1日 - 名岐鉄道が愛知電気鉄道と合併して名古屋鉄道に改称。
- 1942年（昭和17年）6月1日 - 笠松口駅（2代）廃止[3]。
- 1943年（昭和18年）3月1日 - 名古屋鉄道が竹鼻鉄道を吸収合併。笠松駅（4代） - 大須駅間が竹鼻線となる。

## 隣の駅
名古屋鉄道
笠松線
笠松駅 - 笠松口駅 - 西笠松駅